# Goxwiller
Goxwiller é uma comuna francesa na região administrativa de Grande Leste, no departamento Baixo Reno. Estende-se por uma área de 3,3 km². Em 2010 a comuna tinha 861 habitantes (densidade: 260,9 hab./km²).